# La Chaussée-d'Ivry

La Chaussée-d'Ivry este o comună în departamentul Eure-et-Loir, Franța. În 1 ianuarie 2022 avea o populație de 1.307 de locuitori.